# El Corte Inglés
El Corte Inglés (spansk: Det engelske snit; den engelske stil) er Spaniens største kæde af stormagasiner.
Kædens historie går tilbage til 1934, hvor grundlæggeren Ramón Areces købte en skrædderforretning på en af Madrids hovedgader, Calle Preciados. Forretningen skiftede navn til El Corte Inglés i 1940 og dermed blev den senere stormagasinkæde født. Da Areces døde i 1989 overtog hans nevø, Isidoro Álvarez, ledelsen og blev hurtigt en af landets førende erhvervsledere. I 1995 opkøbte El Corte Inglés den eneste reelle konkurrent, Galerias Preciados, der var under konkurs. I 2001 påbegyndte kæden en international ekspansion med åbningen af en butik i Lissabon, Portugal, og i 2006 kom endnu en butik i Vila Nova de Gaia til.
Stormagasinerne varierer i størrelse, men har fokus på møbler, bøger, tøj, elektronik, musik og fødevarer. El Corte Inglés driver desuden supermarkedskæderne Hipercor, Supercor og Opencor. Koncernen omfatter desuden tøjkæden Sfera, byggemarkedskæden Bricor samt et rejsebureau og et IT-selskab.